# Taken (Arrow)
Taken es el décimo quinto episodio de la cuarta temporada y octagésimo cuarto episodio a lo largo de la serie de televisión estadounidense de drama y ciencia ficción, Arrow. El episodio fue escrito por Wendy Mericle y Oscar Balderrama y dirigido por Gregory Smith. Fue estrenado el 24 de febrero de 2016 en Estados Unidos por la cadena The CW.
Oliver se da cuenta de que para enfrentar a Darhk, necesita la ayuda de alguien relacionado con la magia por lo que llama a su vieja amiga Mari McCabe. Usando su habilidad para canalizar el poder de animales, Vixen consigue la ubicación de Darhk y el equipo se prepara para una batalla. Por otra parte, Thea tiene una conversación con Malcolm.

## Elenco
- Stephen Amell como Oliver Queen/Flecha Verde.
- Katie Cassidy como Laurel Lance/Canario Negro.
- David Ramsey como John Diggle/Spartan.
- Willa Holland como Thea Queen/Speedy.
- Emily Bett Rickards como Felicity Smoak/Overwatch.
- John Barrowman como Malcolm Merlyn/Ra's al Ghul.
- Paul Blackthorne como el capitán Quentin Lance.

## Continuidad
- William Clayton fue visto anteriormente en Legends of Yesterday.
- Felicity decide separarse de Oliver e inmediatamente después empieza a caminar de nuevo

## Desarrollo

### Producción
La producción de este episodio comenzó el 17 de diciembre de 2015 y terminó el 8 de enero de 2016.

### Filmación
El episodio fue filmado del 11 de enero al 20 de enero de 2016.

### Casting
El 18 de diciembre se reveló que Megalyn Echikunwoke interpretaría en acción en vivo a Mari Jiwe McCabe/Vixen, protagonista de la serie animada del mismo nombre.